# Genocidaris maculata
Genocidaris maculata är en sjöborreart. Genocidaris maculata ingår i släktet Genocidaris och familjen piggsvinssjöborrar. Inga underarter finns listade i Catalogue of Life.